# Máximo IV de Constantinopla
Máximo IV de Constantinopla (em grego: Μάξιμος Δ΄) foi patriarca ecumênico de Constantinopla entre 1491 e 1497.

## História
Manasses foi abade do Mosteiro Vatopedi, em Monte Atos, antes de ser nomeado bispo metropolitano de Serres pelo patriarca Simeão I de Constantinopla, assumindo o nome religioso de Manasses (em grego: Μανασσής).
Nos primeiros meses de 1491, ele foi eleito patriarca com o apoio dos monges de Monte Atos. Ao ser eleito, Manasses alterou seu nome religioso para Máximo, um caso sem paralelos na história do Patriarcado Ecumênico, pois este nome era geralmente mantido durante toda a carreira eclesiástica do clérigo. Como patriarca, Máximo defendeu os direitos dos cristãos ortodoxos vivendo nos territórios controlados pela República de Veneza. Durante seu reinado surgiram muitas fofocas sobre ele, não especificadas nas fontes, mas suficientes para levarem à sua deposição no início de 1497. 
Depois de sua renúncia, Máximo permaneceu ativamente envolvido em assuntos da igreja, participando dos complôs contra seu sucessor, o patriarca Nefão II, até que acabou sendo forçado a se retirar para o Mosteiro Vatopedi, onde morreu em data desconhecida.